# Tunele: Głębiej
Tunele: Głębiej (ang. Deeper) – powieść fantasy, napisana wspólnie przez brytyjskich autorów Rodericka Gordona i Briana Williamsa, drugi tom przygód Willa Burrowsa i jego przyjaciela Chestera. W Wielkiej Brytanii wydany w maju 2008 r., w Polsce w listopadzie tego samego roku. 
Ciąg dalszy znajduje się w książce Tunele: Otchłań.

## Opis fabuły
Książka opisuje wydarzenia dziejące się równolegle – losy Willa, Chestera i Cala, przybranej matki Willa, jego prawdziwej matki Sary Jerome i przybranego ojca Burrowsa. Dzieli się na kilka części: 
1. Wyjście z cienia
2. Powrót do domu
3. Drake i Elliott
4. Wyspa
5. Czeluść

Pierwsza część, Tunele, skończyły się na tym, że dzieci wsiadły do pociągu do Głębi. Tunele: Głębiej opowiadają o dalszych przygodach dzieci.     
Styksowie, wraz z Rebeką knują plan uśmiercenia Górnoziemców, poprzez wypuszczenie wirusa zwanego Dominium. Wysyłają Sarę Jerome - biologiczną matkę Willa/Setha i Cala - żeby odnalazła i zabiła Willa. Razem z kotem Cala, Sara poszukuje chłopców. Gdy w końcu ich znajduje, odkrywa, że po raz kolejny została oszukana przez Styksów i okłamana, co do prawdziwych zamiarów syna. Na końcu Sara umiera, ale także dokonuje zemsty na Rebece, wrzucając ją do Czeluści, gdzie już nie istnieje grawitacja.
Równolegle do przygód Sary, chłopcy na początku próbują odnaleźć przybranego ojca Willa. Gdy dochodzą do Wielkiej Równiny, Cal "umiera". Załamany Will, wraz z Chesterem odkrywają Krater, gdzie trwają egzekucje Kolonistów. Nagle porywa ich dwóch ludzi, jak się potem okazuje Drake i Elliott. Są oni uciekinierami i wrogami Styksów. Wspólnie wędrują po Głębi, pomagając też chłopcom uratować Cala - który jak się okazało został tylko sparaliżowany. Pod koniec książki, w starciu z wrogami nad Czeluścią, Elliott, Chester, Will i Cal wpadają do jej głębin.